# Alec Burks

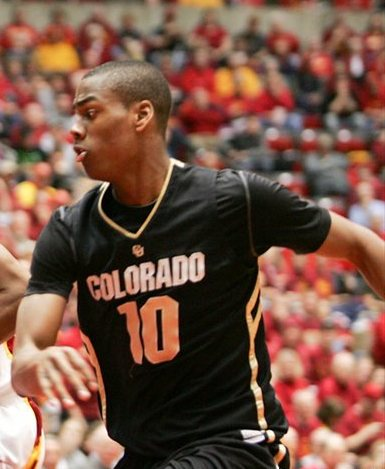
Alec Burks, 2011.

Alec Burks, född 20 juli 1991 i Grandview i Missouri, är en amerikansk professionell basketspelare (SG/SF) som spelar för Miami Heat i National Basketball Association (NBA). Han har tidigare spelat för Utah Jazz, Cleveland Cavaliers, Sacramento Kings, Golden State Warriors, Philadelphia 76ers, Detroit Pistons och New York Knicks.
Burks draftades av Utah Jazz i första rundan i 2011 års draft som elfte spelare totalt.
Innan han blev proffs studerade Burks vid University of Colorado Boulder och spelade för deras idrottsförening Colorado Buffaloes.